# 戴厚良
戴厚良，男，汉族，教授级高级工程师，石油化工专家，中国工程院院士、中国化工学会理事长。
现任中国石油天然气集团有限公司董事长、党组书记，中国石油天然气股份有限公司董事长。

## 简历
2002年7月，任扬子石油化工股份有限公司副董事长、总经理，扬子石油化工有限责任公司董事。
2003年12月，任扬子石油化工股份有限公司董事长、总经理，扬子石油化工有限责任公司董事长；2004年12月兼任扬子石化—巴斯夫有限责任公司董事长。
2005年9月，任中国石油化工股份有限公司财务副总监；11月，任中国石油化工股份有限公司副总裁。
2006年5月，任中国石油化工股份有限公司董事，高级副总裁兼财务总监。
2008年6月，任中国石油化工集团公司党组成员。
2016年5月，任中国石油化工集团公司董事、总经理、党组副书记；8月，兼任中国石油化工股份有限公司副董事长、总裁。
2017年，当选中国工程院院士。
2018年5月，任中国石油化工股份有限公司董事长、总裁；7月，任中国石油化工集团公司董事长、党组书记。 [6-7]
2020年1月，任中国石油天然气集团有限公司董事长、党组书记 [1] （页面存档备份，存于）；3月，任中国石油天然气股份有限公司董事长。 [2]

## 荣誉
- 中共二十大代表 [10-11]
- 第十九届中央候补委员
- 第十四届全国政协委员、人口资源环境委员会委员[13-14] （页面存档备份，存于）
- 主持芳烃成套技术开发，并取得对二甲苯吸附分离技术关键突破与产业化，使中国成为世界上极少拥有芳烃成套技术的国家[4]
- 曾获国家科技进步特等奖1项（第一完成人）、科技进步二等奖1项，获省部级科技进步特等奖1项、一等奖6项[7]2015年，高效环保芳烃成套技术开发及应用项目获国家科学技术进步特等奖[8]
- 主编出版《芳烃技术》专著[7]

## 外部連結
| 商界職務       | 商界職務                                     | 商界職務       |
| -------------- | -------------------------------------------- | -------------- |
| 前任： {{{1}}} | 中国石油天然气集团公司董事长 2020年1月－     | 現任           |
| 前任： {{{1}}} | 中国石油天然气股份有限公司董事长 2020年1月－ | 現任           |
| 前任： {{{1}}} |                                              | 繼任： {{{1}}} |
| 前任： 王天普  |                                              | 繼任： 马永生  |